# Fredis Refunjol
Fredis José Refunjol (Oranjestad, 19 december 1950) is een Arubaans politicus. Hij was de derde gouverneur van Aruba van 1 mei 2004 tot 31 december 2016.
Uniek was dat bij de behandeling van de voordracht van Refunjol tot gouverneur in de Staten van Aruba deze voordracht unaniem werd gesteund. Op dat moment had hij reeds een lange politieke loopbaan achter de rug. In zijn laatste functie was hij minister van Onderwijs en Administratieve Zaken en tevens viceminister-president. Ook was hij informateur tijdens de vorming van de kabinetten-Oduber I en II en was hij formateur van het kabinet-Oduber III.
In mei 2017 kreeg Refunjol samen met de Nederlandse oud-politicus Jan Franssen opdracht van minister Plasterk om onderzoek te doen naar de bestuurlijke problemen op Sint Eustatius. In hun rapport maakten zij melding van grove taakverwaarlozing, financieel wanbeheer en wetteloosheid. Hun advies leidde tot de ontbinding van het gekozen eilandbestuur en de benoeming van een regeringscommissaris.
Sedert 17 augustus 2018 is Refunjol voorzitter van de stichting Fundacion Parke Nacional Arikok.
Refunjol werd in 1995 benoemd tot Ridder in de Orde van de Nederlandse Leeuw en in 2016 bevorderd tot Commandeur in de Orde van Oranje-Nassau.

## Persoonlijk
Hij is gehuwd en heeft twee dochters en een zoon.